# Faenza

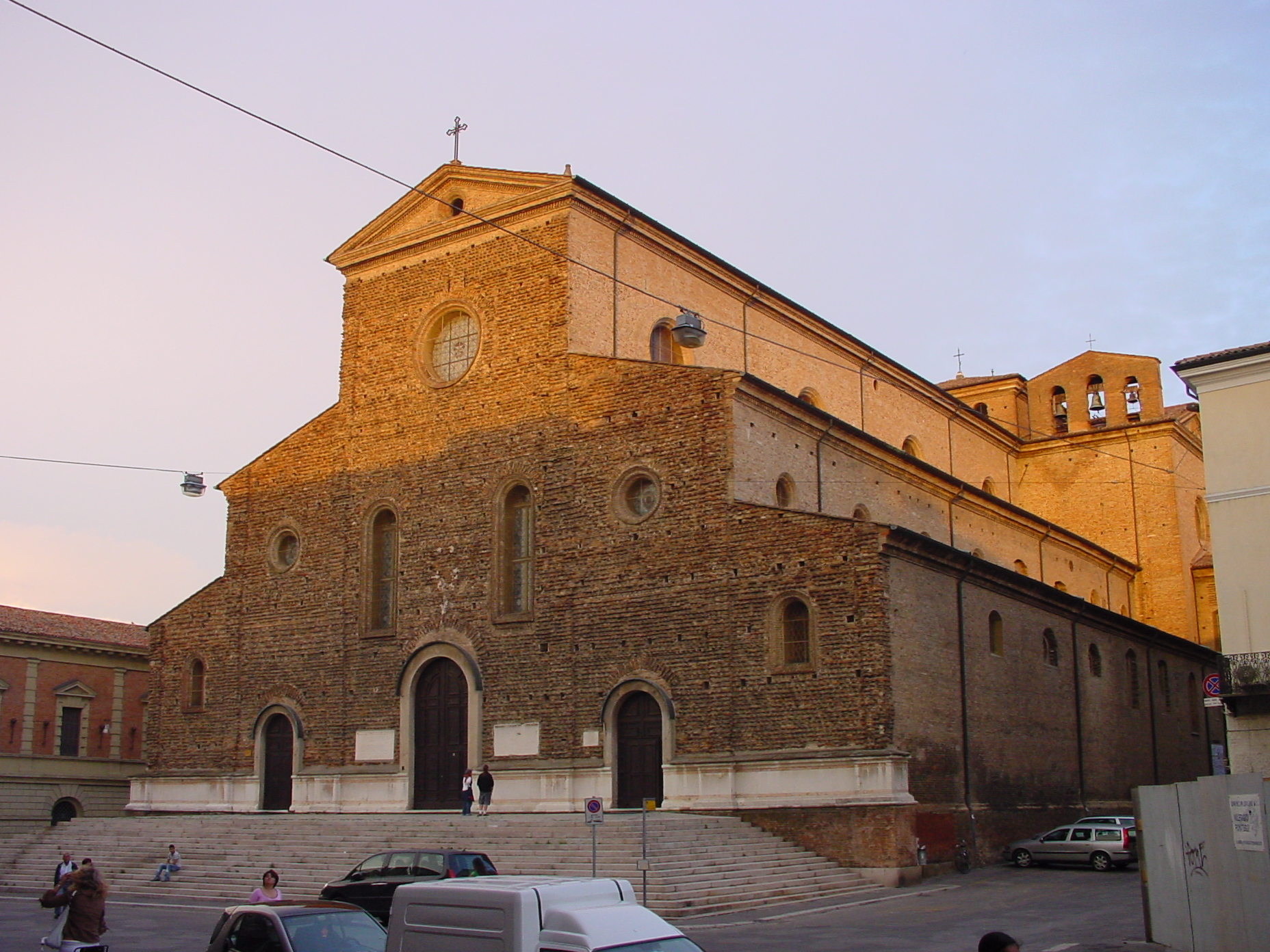
The Cathedral.

Faenza là một thành phố tại tỉnh Ravenna, Emilia-Romagna, Ý. Thị xã có cự ly 50 km về phía đông nam Bologna và có diện tích 215,72 km2, dân số là 55.708 người (thời điểm 31 tháng 5 năm 2007). Thành phố nổi tiếng với gốm Maiolica.